# هذا يغير كل شيء (كتاب)
هذا يغير كل شيء: الرأسمالية مقابل المناخ هو الكتاب الرابع لنعومي كلاين. نَشرته دار سايمون وشوستر في عام 2014. تجادل كلاين بأن أزمة المناخ لا يمكن معالجتها في العصر الحالي بسبب أصولية السوق النيوليبرالية، والتي تشجع الاستهلاك المفرط وأدت إلى اندماجات ضخمة واتفاقيات تجارية معادية لصحة البيئة.
ظهر الكتاب في قائمة أفضل الكتب مبيعًا في نيويورك تايمز في المرتبة الخامسة في 5 أكتوبر 2014.

## الجوائز
حاز الكتاب على جائزة صندوق هيلاري ويستون للكتاب غير الخيالي لعام 2014، وكان ضمن القائمة المختصرة لجائزة شاونسي كوهين للكتابة السياسية لعام 2015.

## الفيلم
أخرج افي لويس فيلم وثائقي يستند إلى الكتاب بعنوان هذا يغير كل شيء، من إنتاج ألفونسو كوارون وجوزلين بارنز. بالإضافة إلى ذلك، شارك سيث ماكفارلن وداني غلوفر في الإنتاج.

## النقد
كتب روب نيكسون في ملحق مراجعة كتاب نيويورك تايمز أن الكتاب كان«الكتاب البيئي الأكثر أهمية وإثارة للجدل منذ كتاب الربيع الصامت». ضمن أيضًا في قائمة نيويورك تايمز لأكثر 100 كتاب بارز لعام 2014.

قدم الأستاذان جون بيلامي فوستر وبريت كلارك في مجلة مانثلي ريفيو حججًا مضادة مفصلة ردًا على من سميانه «النقاد الليبراليين» للكتاب. كما أشادا بالكتاب فقالوا:
كلاين، التي أدخلت في كتاب لا شعار نقدًا جديدًا عابر للأجيال لثقافة السلع، والتي أثبتت نفسها في كتاب عقيدة الصدمة على أنها ربما أبرز ناقدة في أمريكا الشمالية لرأسمالية الكوارث النيوليبرالية، تشير إلى أنها تمتلك الآن، كما تقول إستعارة ويليام موريس الشهيرة، أنها قد عبرت «نهر النار» لتصبح من منتقدي الرأسمالية. السبب هو تغير المناخ، بما في ذلك حقيقة أننا انتظرنا وقتًا طويلاً لمعالجته، وحقيقة أن لا شيء أقل من ثورة بيئية ستؤدي المهمة الآن.
 في مناقشة نظمتها نيويورك ريفيو بوكس حول كتابها اللاحق، مشتعل: القضية (المشتعلة) لصفقة خضراء جديدة، أشاد إريك كليننبرغ أن الكتاب «أصبح معيارًا للنشاط المناخي التقدمي. فيقول إنه أقوى بيان لدينا عن سبب عدم التوافق العميق بين الرأسمالية التي يغذيها الكربون (أو ما يعرف ب«الاستخراجية») بما تتميز به من حتمية النمو والاستغلال بلا هوادة، مع الحساسية البيئية والعدالة المناخية».
ينتقد مارك جاكارد في كتابه الصادر عام 2020 بعنوان دليل المواطن لنجاح المناخ: التغلب على الأساطير التي تعيق التقدم، تأكيد كلاين على ضرورة إلغاء الرأسمالية من أجل حل أزمة المناخ. وبدلاً من ذلك، يؤكد جاكارد أن حل أزمة تغير المناخ ممكن تمامًا في الاقتصادات الرأسمالية وأن كل التقدم في المناخ الذي تم إحرازه حتى الآن قد حدث في الاقتصادات الرأسمالية المختلطة. يقول إن إلغاء الرأسمالية هو في الواقع الطريق المفضل لكلاين لحل مشكلة تغير المناخ ولكنه ليس ضروريًا لحل تغير المناخ كما أعلنت كلاين. مع الاعتراف بأنه قد تكون هناك أسباب وجيهة لـ«تغيير كل شيء» في الرأسمالية، يجادل جاكارد أنها تبقى أفضل طريقة لحل أزمة المناخ الحالية.